# Krzysztof Pieczyński
Krzysztof Pieczyński (ur. 27 marca 1957 w Opolu) – polski aktor, poeta i pisarz, działacz społeczny.

## Życiorys
Urodził się w Opolu, ale wychowywał w Prudniku, gdzie uczęszczał do I Liceum Ogólnokształcącego im. Adama Mickiewicza. Był piłkarzem Pogoni Prudnik. Studiował na Wydziale Aktorskim w Państwowej Wyższej Szkole Teatralnej im. Ludwika Solskiego w Krakowie, którą ukończył w 1980. Dzięki występowi w dwuosobowej sztuce Athola Fugarda Wyspa otrzymał angaż w Teatrze Powszechnym w Warszawie, którego aktorem pozostawał w latach 1980–1986.
Po raz pierwszy pojawił się na małym ekranie w roli Bronka Talara w serialu Jana Łomnickiego Dom (1980). W serialu Grzegorza Warchoła Życie Kamila Kuranta (1982) zagrał człowieka umierającego, pogodzonego ze świadomością śmierci.
Na dużym ekranie zadebiutował rolą cynicznego działacza w filmie Jerzego Domaradzkiego Wielki bieg (1981). W dramacie Barbary Sass Krzyk (1982) stworzył sugestywną postać Marka, chłopaka z marginesu, a w filmie Feliksa Falka Idol (1984) zagrał młodego pisarza mierzącego się z mitem artysty zbuntowanego. Za rolę w filmie Wielki bieg oraz kreację w Jeziorze Bodeńskim (1985) dostał nagrodę za najlepsze pierwszoplanowe role męskie na 11. Festiwalu Polskich Filmów Fabularnych.
W 1985 wyjechał do USA, gdzie grał w teatrach, oraz hollywoodzkich produkcjach, między innymi w filmie Andrew Davisa Reakcja łańcuchowa (Chain Reaction) u boku Keanu Reevesa i Morgana Freemana i w filmie Rolanda Joffe Projekt Manhattan (Fat Man and Little Boy). Grał w spektaklach wystawianych w Goodman Theatre w Chicago i reżyserowanych przez Roberta False, Davida Petrarka i Mary Zimerman.
Po jedenastu latach wrócił do Polski i występował w filmach, serialach i Teatrze Telewizji. Grał doktora Brunona Walickiego w Na dobre i na złe (1999–2003). Za drugoplanową rolę Jodły, granatowego policjanta, w wojennym dramacie Jana Jakuba Kolskiego Daleko od okna (2000) otrzymał nagrodę Orła oraz nagrodę za najlepszą drugoplanową rolę męską na 25. Festiwalu Polskich Filmów Fabularnych. Za rolę mężczyzny w filmie Jutro będzie niebo (2001) został uhonorowany nagrodą za najlepszą rolę męską na 26. Festiwalu Polskich Filmów Fabularnych.
W kolejnych latach zagrał m.in. w biograficznym dramacie wojennym Romana Polańskiego Pianista (2002) oraz thrillerze Poza zasięgiem (Out of Reach, 2004) u boku Stevena Seagala. W 2003 zadebiutował w roli dramaturga sztuką Lekcja angielskiego, zrealizowaną przez Jarosława Marszewskiego dla Teatru Telewizji, w której zagrał rolę Jerzego. W 2007 wyreżyserował dwa filmy dokumentalne według własnych scenariuszy: Brakujące Słowo oraz Spotkanie.

## Życie prywatne
Od 1997 publikuje wiersze oraz prozę.
Z inicjatywy Pieczyńskiego powstało Stowarzyszenie Polska Laicka, które zostało zarejestrowane 5 sierpnia 2016 w Warszawie. Głównym celem organizacji jest wspieranie inicjatyw społecznych dążących do funkcjonowania świeckiego i demokratycznego państwa oraz tworzenie warunków dla rozwoju otwartego, tolerancyjnego i nowoczesnego społeczeństwa bez wpływu kleru na życie obywateli. Deklaruje, że jest osobą wierzącą i krytykuje Kościół, który – jego zdaniem – zabiera ludziom wolność.

## Filmografia

### Filmy kinowe
- 1982: Krzyk jako Marek
- 1984: Idol jako Tomasz Sołtan
- 1985: Tanie pieniądze jako Adam
- 1985: Jezioro Bodeńskie jako bohater
- 1989: Projekt Manhattan jako Otto Frisch
- 1995: Prowokator jako Andrzej Woyda
- 1995: Pokuszenie jako Komendant
- 1995: Grający z talerza jako Lunda
- 1996: Reakcja łańcuchowa jako Lucasz Screbneski
- 1998: Kosmiczny terror jako Ivan Nevski
- 1999: Jak narkotyk jako Jacek
- 2000: Enduro Bojz jako ojciec Kuby
- 2000: Daleko od okna jako Jodła, granatowy policjant
- 2001: Reich jako „Wiesiek”, szef sopockiej mafii
- 2001: Jutro będzie niebo jako mężczyzna
- 2001: Boże skrawki jako oficer niemiecki przy pociągu
- 2002: Pianista jako Marek Gębczyński
- 2002: Kariera Nikosia Dyzmy jako Kropiel, szef służb specjalnych
- 2004: Poza zasięgiem jako Ibo, człowiek Faisala
- 2006: Jasminum jako brat Czeremcha
- 2007: Straż nocna jako Jacob de Roy
- 2009: Dzieci Ireny Sendlerowej jako doktor Janusz Korczak
- 2009: Generał – zamach na Gibraltarze jako generał Władysław Sikorski
- 2011: Uwikłanie jako Igor, człowiek Witolda
- 2011: Sala samobójców jako Andrzej Santorski
- 2013: Jack Strong jako Zbigniew Brzeziński
- 2014: Ziarno prawdy jako Grzegorz Budnik
- 2016: Powidoki jako Julian Przyboś[8]
- 2018: Gareth Jones jako Maksim Litwinow
- 2018: Krew Boga jako Willibrord

### Filmy telewizyjne
- 1981: Wielki bieg jako Wrzesień
- 1983: Adopcja jako ojciec Ani (cz. 1)
- 1984: Dzień czwarty jako Krzysztof Kamil Baczyński
- 1997: Dom Frankensteina jako Neimann
- 2006: Jan Paweł II jako Czerny

### Seriale telewizyjne
- 1980: Dom jako Bronek Talar, brat Andrzeja (odc. 5 i 6)
- 1982: Życie Kamila Kuranta jako Kamil Kurant (odc. 4-6)
- 1997: Sliders jako dr Vladimir Jariabek (odc. 39)
- 1997: Baza Pensacola jako Alex Terenko (odc. 7)
- 1997: Niebieski Pacyfik jako Nestor Radu (odc. 45)
- 1999: Pierwszy milion jako Robert Borucki
- 1999–2003: Na dobre i na złe jako dr Bruno Walicki, były ordynator oddziału chirurgicznego (odc. 1-167)
- 2001: Przeprowadzki jako malarz Stefan Kuśmider (odc. 7)
- 2001: Marszałek Piłsudski jako pułkownik Marian Januszajtis, dowódca spisku z 4 stycznia 1919 (odc. 4)
- 2007: Prawo miasta jako Bogdan Bielik
- 2009: Święty Augustyn jako Ilarius Domicius
- 2009: Londyńczycy 2 jako Antoni Duracz (odc. 11, 13 i 14)
- 2009: Generał jako generał Władysław Sikorski
- 2011: Komisarz Alex jako profesor Szymański (odc. 8)
- 2012: Na krawędzi jako Ryszard Wolański
- 2012: Paradoks jako Albert Bilewski (odc. 10)
- 2012: Prawo Agaty jako dr Michał Kasprzycki (odc. 19)
- 2013: Lekarze jako Czarek, przyjaciel Elżbiety i Leona (odc. 36)
- 2014: Przekraczając granice (Crossing lines) jako Adam Sikora (odc. 16)
- 2015: Okupowani (Okkupert) jako Gosev
- 2016: Belfer jako Lesław
- 2016: Komisja morderstw jako Maciej Stasiński
- 2018–2019: Pułapka jako nadinspektor Paweł Koman
- od 2019: W rytmie serca jako Mariusz Biernacki
- od 2020: Kod genetyczny jako Janusz Zadara

### Teatr Telewizji
- 2004 „Lekcja angielskiego” K. Pieczyński, reż. J. Marszewski, rola: Jerzy
- 2004 „Fryzjer” Maciej Pieprzyca/B. Kurowski, reż. M. Pieprzyca, rola: fryzjer Karol Izydorowicz
- 2002 „Złodziejki chleba” E. Lachnit, reż. N. Koryncka-Gruz, rola: Mikołaj
- 2002 „Piękna pani Seidenman” Andrzej Szczypiorski, reż. Janusz Kijowski, rola: Hansio Muller
- 2001 „Siedem dalekich rejsów” Leopold Tyrmand, reż. M. Ziębiński, rola: Jan Roland Nowak
- 2001: Kuracja jako dr Krynicki
- 2000 „Pieniądze innych ludzi” J. Sterner, reż. Maciej Englert, rola: Coles
- 2000 „Pani Hapgood” T. Stoppard, reż. Filip Zylber, rola: Blair
- 1999 „Podróż do Moskwy” Jerzy Stefan Stawiński, reż. M. Englert, rola: Wiaczesław Mołotow
- 1998 „Brand” Henrik Ibsen, reż. Krzysztof Lang, rola: Brand
- 1996 „Szkarłatna litera” N. Hawthorne, reż. Maciej Dejczer, rola: Dimmesdale
- 1995 „Zagubieni” S. Shepard, reż. M. Dejczer, rola: Mike
- 1995 „Miłość po dziewiątej” Janusz Głowacki, reż. Ł. Zadrzyński, rola: Jan
- 1995 „Heloiza i Abelard”, reż. Agnieszka Glińska, rola: Abelard
- 1995 „Dzika kaczka“ Henrik Ibsen, reż. A. Glińska, rola: Gregers
- 1995 „Czarny piasek” Andrzej Bobkowski, reż. J. Orłowski, rola: Jan
- 1995 „Bettina” A. de Musset, reż. Teresa Kotlarczyk, rola: Steinberg
- 1986 „Spiskowcy” Joseph Conrad, reż. Zygmunt Hübner, rola: Haldin
- 1984 „Gracz” Fiodor Dostojewski, reż. Janusz Kondratiuk, rola: Aleksy

### Teatr (wybrane)
- 1994 „Largo desolato” Václav Havel, reż. Kazimierz Braun, rola: Alex, University of Kalamazoo
- 1994 „Mad Forest” C. Churchil, reż. M. Grief, rola: Ojciec, Theatre Bulding Chicago
- 1993 „The notes of Leonardo da Vinci” Leonardo da Vinci, reż. M. Zimmerman, rola: Leonardo da Vinci, Goodman Theatre Chicago
- 1993 „Czarny śnieg” Michaił Bułhakow, reż. M. Maggio, rola: Piąty charakter, Goodman Theatre Chicago
- 1992 „Elektra” Sofokles, reż. M. Mokjejew, rola: Aegisthus, Court Theatre of Chicago
- 1990 „You Can’t Take It with You” G. S. Kaufman, reż. J. Dillion, rola: Nauczyciel baletu, Milwaukee Repertory Theatre
- 1990 „Czekając na Godota” S. Beckett, rola: Estragon, Madison Repertory Theatre
- 1989 „Gone Hunting” G. Feydeau, reż. K. Albers, rola: Moriset, Milwaukee Repertory Theatre
- 1986 „Polowanie na karaluchy” J. Głowacki, reż. K. Albers, rola: Ian, Milwaukee Repertory Theatre
- 1982 „Antygona” Helmut Kajzar, reż. H. Kajzar, rola: Hajmon, Teatr Powszechny w Warszawie
- 1982 „Upadek” N. Grieg, reż. H. Kajzar, rola: Rene Segur, Teatr Powszechny w Warszawie
- 1980 „Kordian” Juliusz Słowacki, reż. B. Cybulski, rola: Kordian, Teatr Powszechny w Warszawie

### Polski dubbing
- 2001: W pustyni i w puszczy jako lekarz

### Filmy dokumentalne
- 2002: Jestem gotowy na wszystko (scenariusz i reżyseria: Paweł Woldan; film o ks. Jerzym Popiełuszce)
- 2002: Zielona Karta[9] – lektor
- 2007: Brakujące słowo – scenariusz i reżyseria
- 2007: Spotkanie – scenariusz i reżyseria

## Nagrody
- 2015 „Złoty Szczeniak” – nagroda za drugoplanową rolę męską w filmie „Ziarno prawdy” na 4 Festiwalu Aktorstwa Filmowego we Wrocławiu
- 2015 „Wielki Ukłon” – nagroda za całokształt twórczości na 11 Międzynarodowym Festiwalu Kina Autorskiego w Zielonej Górze
- 2015 „Kryształowy Świecznik” – nagroda za wkład w budowę świeckiego państwa przyznana przez Marszałek Sejmu Wandę Nowicką
- 2004 „TeleEkran” – nagroda przyznawana przez czytelników pisma „Tele Tydzień” w kategorii: ulubiona postać męska
- 2004 nagroda za rolę Karola w spektaklu Teatru TV „Fryzjer” w reż. M. Pieprzycy na IV Festiwalu Teatru Polskiego Radia i Teatru Telewizji Polskiej „Dwa Teatry” w Sopocie
- 2001 nagroda za najlepszą pierwszoplanową rolę męską w filmie „Jutro będzie niebo” w reż. J. Marszewskiego na XXVI Festiwalu Polskich Filmów Fabularnych w Gdyni
- 2000 nagroda za drugoplanową rolę męską w „Daleko od okna” w reż. J.J. Kolskiego na XXV Festiwalu Polskich Filmów Fabularnych w Gdyni
- 1986 nagroda za najlepszą pierwszoplanową rolę męską w filmie „Wielki bieg” w reż. J. Domaradzkiego i w „Jeziorze Bodeńskim” w reż. J. Zaorskiego na XI Festiwalu Polskich Filmów Fabularnych w Gdyni
- 1983 nagroda „Radar'83” za wyróżniającą się osobowość i walory warsztatowe za role w „Kordianie”, „Mefiście” oraz „Iwonie, księżniczce Burgunda” na Spotkaniu Poetyckim im. Edwarda Stachury w Toruniu

## Książki

### Poezja
- Wiersze z aniołem – „C&T” (1997), (2001)
- Słońce mruczy – Wydawnictwo „Bis” (2002)
- Zebrane z powietrza – Dom Wydawniczy Rebis (2002)
- Sto snów jednej nocy – Prospero (2003)
- Ikony – Dom Wydawniczy Rebis (2004)
- Świt – Dom Wydawniczy Rebis (2007)

### Proza
- Listy z Ameryki – „C&T”, (1999), „Rebis” (wyd. 2 popr., 2005)
- Podgarbiony – Dom Wydawniczy Rebis (2001), (2002), (2003)
- Dom Wergiliusza – Replika (2013)